# Нуэр (язык)
Язык нуэр относится к западной ветви нилотских языков гипотетической нило-сахарской макросемьи. Распространён среди народности нуэр в Южном Судане — одной из крупнейших народностей этого региона (небольшое количество носителей проживают также в Эфиопии). Общее число носителей — 894 000 чел.

## Особенности
Хотя в языке нуэр имеется несколько диалектов, все они пользуются единым письменным стандартом на основе латиницы. Например, хотя конечная /k/ произносится только в диалекте джикани и опускается в других диалектах, в стандартной орфографии нуэр этот звук отражается на письме всегда.
Письменность на основе латинского алфавита: A a, A̱ a̱, Ä ä, B b, C c, D d, Dh dh, E e, E̱ e̱, Ë ë, Ɛ ɛ, Ɛ̱ ɛ̱, Ɛ̈ ɛ̈, G g, Ɣ ɣ, H h, I i, I̱ i̱, J j, K k, L l, M m, N n, Ŋ ŋ, Nh nh, Ny ny, O o, O̱ o̱, Ö ö, Ɔ ɔ, Ɔ̱ ɔ̱, P p, R r, T t, Th th, U u, W w, Y y.